# Anolis anoriensis
Espèce
Synonymes
- Dactyloa anoriensis (Velasco, Gutiérrez-Cárdenas & Quintero-Angel, 2010)

Anolis anoriensis est une espèce de sauriens de la famille des Dactyloidae. 

## Répartition
Cette espèce est endémique de Colombie. Elle se rencontre dans la cordillère Centrale.

## Étymologie
Son nom d'espèce, composé de anori et du suffixe latin -ensis, « qui vit dans, qui habite », lui a été donné en référence au lieu de sa découverte, la municipalité d'Anorí.

## Publication originale
- Velasco, Gutiérrez-Cárdenas & Quintero-Angel, 2010 : A new species of Anolis of the aequatorialis group (Squamata: Iguania) from the central Andes of Colombia. Herpetological Journal, vol. 20, no 4, p. 231–236.